# Ryōtei
Un Ryōtei (料亭?) è un tipo di ristorante giapponese molto lussuoso a gestione familiare.
I ryōtei sono sempre gestiti da una famiglia, e i membri della stessa occupano tutti i ruoli necessari per mandare avanti l'attività. I pasti sono solitamente allietati dalla presenza di una geisha o dalla conversazione con la padrona di casa chiamata okami, i piatti sono preparati da suo marito; tutti i servizi di sala sono svolti dalle eventuali figlie della okami (la maggiore delle quali è detta "giovane okami"), mentre i figli maschi prendono posto in cucina; parenti anziani come nonni o nonne (se è la madre della okami, è detta "okami anziana") possono occuparsi dell'amministrazione economica del ristorante.
I ryōtei sono molto attenti alla propria clientela e accettano nuovi avventori solo su indicazione di chi è già cliente. Scelgono questo tipo di locale soprattutto facoltosi uomini d'affari, politici e in generale tutte quelle persone altolocate ed economicamente agiate che decidono di trascorrere il tempo del pranzo in un ambiente molto discreto e raffinato (i ryōtei si trovano dentro case tradizionali e i clienti siedono sui tatami in stanze con vista sul giardino).
È possibile vedere un esempio di ryōtei nel manga Crimson Hero, dove la protagonista è una giovane okami che preferisce la pallavolo al suo ruolo ereditario.